# Esperantina (Piauí)
Esperantina is een gemeente in de Braziliaanse deelstaat Piauí. De gemeente telt 37.520 inwoners (schatting 2009).